# Pataclaun (serie de televisión)
Pataclaun es una serie de televisión peruana producida por la asociación cultural del mismo nombre. Se estrenó el 30 de noviembre de 1997 y finalizó el 19 de diciembre de 1999 por en ese tiempo, Frecuencia Latina. Protagonizada por Wendy Ramos (quien junto a July Naters es guionista), Carlos Alcántara, Monserrat Brugué, Carlos Carlín, Johanna San Miguel y Gonzalo Torres con el apoyo de Pipo Gallo en la primera temporada; seguía las aventuras de un matrimonio con su hija mientras vivían con tres fantasmas.
Tuvo acogida del público debido al uso de modismos y expresiones propias de la jerga peruana y a la crítica a problemas de la realidad y política nacional, además que parte de sus diálogos fueron improvisados gracias a la experiencia de sus actores. La serie también fue emitida en Ecuador y Colombia. Originalmente las grabaciones iniciaron a inicios de marzo de 1997 (con el episodio piloto «Wendy está embarazada»), siendo transmitido meses después como primer episodio de la serie. Contó con dos temporadas y los episodios se transmitieron desde el 30 de noviembre de 1997, con emisiones cada domingo a las 7:00 p.m. hasta el 19 de diciembre de 1999, día en el que finalizó la producción. Desde entonces, se han transmitido repeticiones de la serie en Latina y Panamericana Televisión, a pesar de sus controversias en el pago de regalías hacia sus actores, luego que la organización Inter Artis denunciara tal falta en 2023.
Si bien la Compañía Latinoamericana de Radiodifusión tiene los derechos para el canal Latina, entre 2019 y 2022, la serie se reemitió en el canal Movistar Series y estuvo disponible en el servicio Movistar Play tras una alianza con Media Networks. Sin embargo, la asociación cultural demandó a la distribuidora por violación a los derechos de autor en 2022.
En el año 2024 se lanzó por primera vez Pataclaun en vinilo, más de 20 años después del lanzamiento del Pataclaun en CiDi y 24 años posterior al Pataclaun en cinta (casete),  en alianza con el Festival Internacional del Vinilo en Lima. Fue de color rojo, Gatefold y con tiraje de solo 250 unidades. Fue masterizado por Pelo Madueño, diseñado por Arturo Ríos y producido por Manolo Ruiz bajo la dirección de su creadora July Naters. Incluyó temas tanto del teatro como de la TV además de tracks ocultos sin acreditar. De esta manera, Pataclaun cerró el ciclo de lanzamientos musicales físicos. Siendo la primera serie peruana en tener casetes, CDs y vinilos.

## Argumento
La historia es de un matrimonio donde Wendy (Wendy Ramos) conoce un día a Machín (Carlos Alcántara) y lo invita a su casa. El tiempo transcurre y en un mes deciden casarse y comprarse una casa en la cima de un pequeño cerro. Sin embargo, la casa ya se encuentra habitada por tres personajes más, tres fantasmas con poderes que formarán parte de la familia de Wendy y Machín. Queca (Johanna San Miguel) será la mejor amiga y consejera de Wendy. En las secuencias se la ve como una persona de vida lujosa, pero estar al lado de Machín la hace "pisar tierra" y volver a la realidad. Tony (Carlos Carlín) es el "villano" del programa, siempre aprovecha los peores momentos para "mandarse" a Wendy, incluso intenta matar a Machín (episodio de «La rataza»). Gonzalete (Gonzalo Torres), más conocido como «El curita», será quien imponga la moral y las buenas costumbres dentro de la casa (aunque en el fondo es algo pervertido). Monchi (Monserrat Brugué), la hija de Wendy y Machín, le tiene un gran cariño a Gonzalete, pues es el único que juega con ella y le narra cuentos, además este personaje tiene una gran adicción por el dinero.
Otros personajes; en algunos casos caracterizados por los mismos actores, son «Pipo» (Pipo Gallo), la única mascota claun de la serie (aparece en un solo episodio); «Don Carlos» (Carlos Alcántara), el padre de Machín, Alcántara interpretaría este personaje de nuevo en El Santo Convento pero sin ninguna relación con el Pataclaun de 1997; «Cheyla» (Johanna San Miguel), la bis bis bis sobrina nieta de Queca; Hertes Malasú (Carlos Carlín), el primo de Tony que tiene la peculiaridad de atraer la mala suerte y a su vez transmitirla a quienes toque; Jonathan (Gonzalo Torres), que es el resultado fallido de la clonación que hizo Monchi (episodio: «The cloning drop»); Nandito (Carlos Alcántara), el sobrino de Machín, aunque al principio aparece como el hijo falso de Machín se cambia el personaje por su sobrino para algunos episodios; y, por supuesto «Antonieta» (Wendy Ramos), la madre de Tony.

## Reparto y personajes
- Wendy Ramos como Wendy Janeth:
Es la esposa de Machín. Muy servicial hacia él y hacia toda la familia. A pesar de ser muy inocente y desubicada, a veces demuestra una faceta intelectual y moderna que está reprimida por los malos tratos de su familia. Le tomó tres años, con siete meses, dos semanas y un día conquistar a Machín. Es el arquetipo de las amas de casa de antaño, mantiene una relación amistad-odio con Tony a quien después de «insultar» es enviada a una misión ridícula que tiene como premio galletas Chaplin, chapas premiadas o caramelos. Ella dijo en algunas ocasiones que había estudiado en el Colegio Vedruna (conocido ahora como Colegio Cristo Rey). Su mejor amigo es el pollo, con quien puede comunicarse debido a su habilidad de hablar con los animales. Su mejor amiga es Queca, a quien suele llamar «Quequi». Según Queca, el nombre completo de Wendy es Wendy Janeth Mcharrington, mientras para Tony es Wendy Janeth Ramos Rey de Mendoza de Raisin Drago.
  - Janeth Wendy: Hermana gemela malvada de Wendy la cual es encontrada por Tony quien la utiliza para vengarse de Wendy. Es muy interesada y es una amante del dinero.
  - Antonieta: Es la madre de Tony, una mujer controladora y compulsiva. Cuando nació Tony, se decepcionó, porque quería una niña. Es sobreprotectora y cree que Tony y Queca son novios. Machín la considera una madre, la quiere tanto que es capaz de bañarse por ella.
- Carlos Alcántara como Machín Alberto Cárcamo Matute:
Es un hombre ocupado en el trabajo (o eso dice, pues suele parar en el taco). Parece que trabaja de taxista, es sumamente asqueroso, tiene piojos, y no se baña más que una vez cada mes. Su relación con Wendy es muy bipolar, muchas veces es machista y pegalón con su esposa e hija;[12] pero cuando quiere demostrar afecto hacia ellos lo hace mostrando algunos arrepentimientos, incluso, cuando Wendy se toma unas vacaciones, con el pretexto de haber sido secuestrada, él casi se suicida. Tiene la característica de decir lisuras cortadas y lanzarse gases, y cada vez que llega a casa suele decir «Ya llegué» en voz alta y hablar sus lisuras «Are, ajo, erda, uta, on» (en acortamiento). Es dueño de un Volkswagen Escarabajo convertible y es también hincha del Club Alianza Lima. 
  - Don Carlos: Es el padre de Machín.[13] Se muestra como un anciano pervertido y mañosón, es amante de la música criolla, y siempre trata de seducir a Queca.
  - Nandito: Es el hijo falso de Machín. En la primera temporada fue creado de un pedazo de plástico y un trozo de barba por Tony, haciendo creer a la familia que era el hijo de Machín con una tal Norita, la costurerita del Cono Norte, luego reaparece como el sobrino de Machín (y en dos episodios como Machín cuando era niño). Fue el primer personaje secundario en aparecer en el programa, ya que su primera aparición fue en el final del primer episodio de la serie, «Wendy está embarazada». Es, junto con Don Carlos, el personaje secundario con más apariciones. Es muy tierno con Wendy y la quiere mucho. Suele repetir la frase «¿Y tú cómo te llamas?».
- Montserrat Brugué como Monchi María Cárcamo Mcharrington (temporada 1; invitada: temporada 2):
Hija de Machín y Wendy.[14] Es muy ingeniosa, a diferencia de sus padres. Vive únicamente preocupada por el dinero. El único quien se preocupa por ella es Gonzalete quien le cuenta cuentos, la cuida y la lleva a pasear. Odia el tener que decir su frase: «¡Horrible oye!». Su segundo nombre María solo fue dicho por Wendy una vez en la primera temporada, al igual que su primo Nandito. Debido a que la actriz tuvo que viajar al extranjero, dejó la serie en un episodio de despedida a finales de la primera temporada,[15] y regresó para los dos últimos a finales de 1999. Monchi reaparecería en televisión casi una década después de la emisión original del último episodio de Pataclaun (1999), esta vez en la serie El Santo Convento de América Televisión. En El Santo Convento, Monchi sería abandonada y quedaría huérfana (por motivos desconocidos), cosa que días más tarde sería encontrada por el Capitán Coyote quien la llevaría al convento para que Sor Rita, Sor Bete y Sor Rento la adopten.[16]
- Carlos Carlín como Antonio Eusebio «Tony» Facundo Mauricio Lechuga del Vallé :[17]
Es el vanidoso y seductor del programa, es uno de los tres fantasmas que comparte la casa con Machín y Wendy. Se cree muy galán, y a menudo actúa como el villano de la serie. Teje todos los conjuros y él es el que hace la trama en los episodios, tratando de aprovecharse de las situaciones para tener a Wendy. Dice tener millones de clubs de fanes y actuar en telenovelas. Quiere mucho a Monchi aunque siempre la desprecie. Tiene las manos chiquitas, le dicen que no tiene hombros, y siempre hace comentarios que dan a pensar que es onanista. Suele hablarle con apodos a los demás personajes. 
  - Hertes Arnau Malasu: Primo de Tony que transmite su mala suerte a quien toca, siempre que se encuentra en la casa, Tony desaparece por miedo a que le traiga la mala suerte.
- Johanna San Miguel como Queca:
Con el nombre completo de Brenda Elvira Holsten Weberbauer Jackeline Rebeca Katerine Petunia Cartagena de Sánchez Cerro Gonzáles Vigil Romana de Osma de Piérola de Larcomar de Winters de La Grasas Viuda de los Cebos y Viuda de Oink. Es una fantasma proveniente de Cajamarca aunque ella misma lo niega y dice ser de Nueva York. Se hace llamar «la Barbie peruana» o «muñeca». Ella se considera una jovencita quinceañera. Aunque no se sabe cuál es su edad exactamente, se dice que es tan vieja que aparece hasta en los libros de historia junto a Miguel Grau, pero en dos episodios se cree que su edad es 63 y 66. Nunca se ha casado y le duele que le digan solterona. Es la mejor amiga de Wendy, clásica beligerante de Machín. Siempre piensa en hombres, joyas, alta sociedad, dinero, viajes, y es por eso que no encaja en una vida marginal y exige el trato vip, aunque a veces la 'pirañita' que lleva adentro sale a flote. Dice haber estudiado en el Colegio Villa María. Aunque se presume que estudio en el Colegio Hipólito Unanue. Odia que Monchi la llame tía. Su nombre tal vez haga referencia al personaje del cuento Alienación del escritor peruano Julio Ramón Ribeyro.
  - Sheyla «Cheyla»: Es la bis bis bis sobrina nieta de Queca. Wendy la conoció en el mercado donde fue de compras en un episodio. Nació en Cajabambilla (Cajamarca), y estaba enamorada de Tony.
- Gonzalo Torres como Gonzalo «Gonzalete» Gonzáles de la Gonzalera viudo de Godzilla:
Sacerdote español, proveniente de Madrid, es conocido como «curita». También es un fantasma. En la primera temporada se lo ve como un hombre de bien a la religión e impone la moral y a que se hagan buenas costumbres en la casa, aunque en el fondo es un poco libidinoso.[18][19] En la segunda temporada, se observa casi lo contrario, abriéndose como un hombre pervertido, mañoso y ludópata, tanto así que una vez llegó a perder la casa y el auto en una apuesta en el casino e incluso casi se casa con Queca. Su frase característica es parar su conversación (cuando está enojado) y decir un agudo «¡…malo!». Según dijo Queca en el episodio «El ráting», Gonzalete es el personaje menos popular de la serie, aunque él asegura tener un club de fanes.
  - Johnatan: Monchi usa un producto llamado Cloning Drop para clonar a su tío Gonzalete. Debido al vencimiento del producto, se hace presente un surfer de personalidad relajada y conchuda que se hace llamar Johnatan. Si se expone a altas temperaturas, se evaporiza.
- Pipo Gallo como Pipo el perro (temporada 1): La gerencia lo envía con ellos para ver si así subía el rating, actúa de forma muy culta. Aunque dice ser un perro, todos lo confunden con un mono.

### Invitados

#### Primera temporada
- Mariella Balbi como ella misma.
- Pedro Suárez-Vértiz como él mismo.
- Susan León como ella misma.
- Eva Ayllón como ella misma.
- Gian Marco como el mismo.
- Jorge Benavides como él mismo y como sus personajes El negro Mama y La paisana Jacinta.
- Diego Bertie como él mismo.
- Katia Condos como La Maruja: Fue el suplente de Tony cuando tuvo su programa propio (El cuarto de Juan), al regresar Tony ella se va. Tiene un dejo español y una personalidad muy juerguera y alegrona, detesta que la llamen señora.
- Gustavo Bueno como el teniente Gamboa de la película La ciudad y los perros.

#### Segunda temporada
- Sergio Paris como él mismo.
- Giovanni Ciccia como él mismo.
- Tatiana Astengo como ella misma.
- Salvador del Solar como él mismo.

## Proyectos posteriores
No se volvería a tener noticias de un posible regreso de Pataclaun porque en el año 2000 iba a continuar pero hubo conflictos internos que declinaron la temporada y en marzo de ese año se retransmitio la serie de lunes a viernes desde la temporada 1 y ya no fue dominical. En ese año también se hizo la obra Pataclaun en venta ya sin Carlos Carlín y Carlos Alcántara solo interpretó a Don Carlos en ocasiones fue uno de los pocos show teatrales televisados en Perú 3 años después vino la aparición de Patacomix (aquí participan tres actrices de El santo convento) en el año 2003, pero no duró mucho en la pantalla chica debido a problemas dentro de la compañía televisiva (Panamericana Televisión), además el horario de presentación eran los domingos a las 10 de la noche y a la baja audiencia que producía.
En paralelo, los antiguos integrantes del grupo estrenan una nueva serie en el mismo formato y en el mismo canal pero sin la dirección de July Naters. El proyecto se llamó Carita de atún y no obtuvo mucho índice de audiencia en su salida original.
El reparto siguió su carrera en diferentes medios de comunicación. 
- Gonzalo Torres fue conductor de A la vuelta de la esquina, programa sobre historia y costumbres emitido en el canal de cable Plus TV, y en la radio en su programa Mañana maldita por Planeta. Actualmente es conductor del programa Sucedió en el Perú por TV Perú y del programa digital por el diario El Comercio, Cuenta la historia.
- Wendy Ramos fundó otra escuela de clown, Bolaroja, que cuenta con un reconocido equipo a nivel mundial de terapeutas clauns.[20]
- Carlos Carlín tuvo un programa en Radio Capital y condujo La noche es mía. Posteriormente se dedicó al talk show con su programa Wantan Night por Movistar Plus. Actualmente, conduce su programa digital Carlín en la red por YouTube y el programa Noches de espectáculo por TV Perú.
- Carlos Alcántara continúa con otros proyectos en la TV y actuando en diversas películas. Fue protagonista de las películas Perro guardián, El gran León, Siete semillas y El Año del Tigre, incluyendo la secuela ¡Asu mare! y la serie de televisión La gran sangre.
- Montserrat Brugué se destacó como una de las pocas artistas cuyo personaje, Monchi, siguió apareciendo en la televisión. Pese a los planes de ATV de estrenar un programa infantil, este fue cancelado dos semanas después.[21] Posteriormente, Brugué colaboró con July Naters y Carlos Alcántara en la serie El santo convento.
- Johanna San Miguel fue presentadora de televisión en América Televisión en el programa Esto es guerra, donde Queca también tuvo una aparición.[22] Además de actriz, Johanna actuó en el teatro peruano, siendo los unipersonales Se busca marido cama adentro[23]y ¡Ya siéntese, señora![24][25] donde aparece Queca. Fue jurado del programa de concursos Yo soy.
- Pipo Gallo continuó trabajando en diferentes proyectos teatrales hasta su muerte en 2023.

La mayoría del elenco de esta serie se reunió en la película Asu mare, donde Carlos Alcántara narra su vida. Wendy Ramos, Carlos Carlín y Johanna San Miguel también están en el film de Bruno Ascenzo A los 40 y en Asu mare 2 y 3. Carlín y Ramos protagonizaron la película Raúl con Soledad en 2020.

## Canciones
- «El pan con mantequilla» - Los Extranjeros: Al no obtener éxito con la música peruana, decidieron hacerse pasar por extranjeros y encontrar éxito, lo cual funcionó, pero por presión de Wendy, el grupo reveló la verdad, y su éxito desapareció. El capítulo da a entender la poca aceptación de los artistas nacionales en el Perú, pero cuando viene un internacional siempre tendrá acogida.
- «Ahora sí me voy a bañar» - Los Blanquirrojos: Fue la canción que hicieron Wendy, Machin y Gonzalete cuando su grupo era de rock peruano.
- «Mi esposo Machín» - Las Jilgueritas: Cuando Wendy, Queca y Monchi forman un grupo que se vuelve muy famoso gracias a la canción mencionada, Tony y Machín sienten envidia y forman su grupo Los Amigos de la Música, donde componen una canción que habla mal de las mujeres (la cual fracasa rotundamente). Al final del capítulo, cantan una canción que fue creada en sus producciones de teatro Pataclaun en el A.M.O.R..
- «El diario Tumai» - Esta canción trata de que en un capítulo los personajes se quejan que otros periodistas de periódicos dicen mentiras sobre los famosos incluso a los personajes y entonces los personajes crean un periódico y Machín le puso de título El diario Tumai y se ponen a cantar la canción como himno del diario.

### En las introducciones
- «Tres fantasmas» -  interpretada por Pelo Madueño, vocalista de la banda La Liga del Sueño, es utilizada en la primera temporada y narra la historia de Wendy y Machín, su boda y su arribo a la casa para encontrarse con los fantasmas.
- «Patacláun va a comenzar» -  basada en la canción «Witch doctor» del grupo musical danés Cartoons, es utilizada en la segunda temporada (a partir del segundo capítulo). También interpretada por Madueño.

## Recepción
El programa recibió críticas positivas en portales de Internet sobre cines y series, en el caso de Imdb tiene una nota de 8.5/10 mientras que Filmaffinity tiene 7.4/10.
Según Mileno, su éxito nacional fue comparado con la mexicana La familia P. Luche. Fue considerada por la revista Nexos de la Universidad de Lima como la mayor producción nacional en la historia de la televisión peruana.

## Videografía
- Arredondo, Martín (reportero) (14 de octubre de 2010). Pataclaun 10 años después (Programa Punto final). Latina Televisión. Versión en Youtube: Parte 1 y 2.

- «Latina 40 años, el documental: Capítulo 1». Latina (programa especial por el 40 aniversario) (Latina Televisión). 29 de enero de 2023.  Escena en minuto 1. Consultado el 15 de febrero de 2023.

- Datos: Q12199016
- Multimedia: Pataclaun (TV series) / Q12199016